# Epimedium zhushanense
Epimedium zhushanense är en berberisväxtart som beskrevs av K.F. Wu och S.X. Qian. Epimedium zhushanense ingår i släktet sockblommor, och familjen berberisväxter. Inga underarter finns listade i Catalogue of Life.